# Brachypremna breviventris
Brachypremna breviventris är en tvåvingeart som först beskrevs av Christian Rudolph Wilhelm Wiedemann 1821.  Brachypremna breviventris ingår i släktet Brachypremna och familjen storharkrankar. Inga underarter finns listade i Catalogue of Life.